# Belmont-Sainte-Foi
Belmont-Sainte-Foi är en kommun i departementet Lot i regionen Occitanien i södra Frankrike. Kommunen ligger i kantonen Lalbenque som tillhör arrondissementet Cahors. År 2022 hade Belmont-Sainte-Foi 129 invånare.

## Befolkningsutveckling
Antalet invånare i kommunen Belmont-Sainte-Foi
| Referens: INSEE |